# 毓敏
奉恩鎮國公毓敏（1878年3月4日—1912年2月10日），奉恩鎮國公溥芸第三子，母瓜爾佳氏，其父為法良，榮親王系第七代。
他在光緒四年二月（1878年）出生，光緒十八年十二月（1892年）清廷賞賜他戴花翎，至光緒二十八年（1902年）接替其父成為榮親王第七代，但因為榮親王並非世襲罔替的爵位，因此他的封爵只是奉恩鎮國公。
宣統三年十二月（合1912年），他去世，虛齡三十四岁，由養子恆煦襲封榮親王系第八代，不過不再遞降，仍舊是奉恩鎮國公。